# Musée national archéologique d'Aruba
Le musée national archéologique (en papiamento : Museo Arqueologico Nacional Aruba) est un musée archéologique situé à Oranjestad, à Aruba.

## Historique
Le musée archéologique d'Aruba a été ouvert en 1981. En 2009, il a déménagé à un nouvel emplacement et a rouvert ses portes en tant que musée archéologique national d'Aruba.

## Collections
Les collections du musée couvrent une période allant de 2500 av. J.-C. au XIXe siècle.